# Greatest Hits 2 (album Andrzeja Rybińskiego)
Greatest Hits 2 – album kompilacyjny Andrzeja Rybińskiego zawierający jego największe przeboje, wydany w 1999 roku.

## Lista utworów
1. „Nie liczę godzin i lat” – (3:20)
2. „Pocieszanka” – (3:29)
3. „Czemu jesteś wierna mi” – (3:35)
4. „Bez słów na wiatr” – (3:15)
5. „Znajdę cię” – (3:05)
6. „Za każdą cenę” – (3:55)
7. „Jestem nietutejszy” – (3:30)
8. „Tak mnie zostawić” – (3:12)
9. „Mogłaś Małgoś” – (3:03)
10. „Królowa lata” – (3:30)
11. „Życie z klocków Lego” – (3:02)
12. „Od jutra już” – (3:49)
13. „Życie na miarę” – (2:58)
14. „Czasami pech się uśmiecha” – (4:49)
15. „Pytania do księżyca” – (3:36)
16. „Już ci wybaczyłem” – (3:00)